# 賀蘭敏之
賀蘭敏之（642年—671年），字常住，河南郡洛阳县人，鮮卑後裔，唐朝的政治人物。

## 家族
母親為武則天之姊韓國夫人武顺；父親為賀蘭安石，袭爵应山县开国男，贈衛尉卿、戶部尚書、駙馬都尉、韓國公；妹魏国夫人賀蘭氏；妻楊氏，受封弘農郡太夫人；子賀蘭琬，銀青光祿大夫、太僕卿。唐高宗皇后武則天的姨甥，孝敬帝、章懷太子、唐中宗、唐睿宗與太平公主的表兄。

## 生平
武則天之父武士彠原本娶相氏為妻，生下武元慶與武元爽兄弟。後來再婚娶楊氏，生武則天姊妹三人。武則天成為皇后以後，大封自己親族，並封母親楊氏為榮國夫人，姊姊武顺為韓國夫人。不過因為武士彠死後，武元慶與武元爽對繼母楊氏無禮，武后便將這兩位兄長流放外地。兄長死後，便對姊姊韓國夫人的兒子賀蘭敏之賜武姓，過繼為武氏子孫，累官至蘭臺太史令、左散騎常侍，襲周國公。
起初，武顺因為武后的關係，得以隨意出入皇宮，而她年輕美貌的女兒賀蘭氏也時常隨行，母女兩人頗得高宗喜愛，很快，她們就成了高宗的情婦。武順死後，高宗追贈武顺為鄭國夫人，又想將她女兒贺兰氏納為嬪妃，但知道武后一定不准，而會讓武后對這位外甥女有所顧忌，便在乾封元年（666年）封禅泰山之后，將贺兰氏毒殺。敏之因為賀蘭氏的喪事而入宮弔唁，高宗一見到他，悲慟哭道：「我一早上朝前看她還好好的，沒想到退朝後她竟然就身亡了，怎麼會這樣突然？敏之聽完，只是號哭而沒有回應。武后得知後，说：「這個孩子是在懷疑我！」從此對這個外甥開始心生厭惡。
贺兰敏之长相英俊，與外祖母楊氏（即武后生母）及表妹太平公主有姦情，平日也仗著楊氏的關係恃寵而驕，為人輕佻，讓武后很不高興。咸亨二年（671年），楊氏過世，武后拿出一筆錢，命敏之塑一座大佛像來為楊氏祈福，敏之將這筆錢中飽私囊。司衛少卿楊思儉之女被選為皇太子李弘之妃，眼看著婚期將至，敏之聽說此女甚美，竟將她強姦，以致後來改選裴居道之女裴氏為太子妃。外祖母楊氏的喪期還沒有過，敏之便已換下喪服，招妓奏樂享樂。另外，太平公主幼時，往遊祖母榮國夫人宅第常有宮女隨行，而敏之也曾強姦這些隨行的侍女（因句讀關係，有些史學家解讀為強姦太平公主）。敏之的淫亂惡行讓武后暴怒不已，便下令將他流放到雷州，並恢復他的本姓賀蘭。據舊唐書、新唐書載，賀蘭敏之在流放途中行經韶州時，以馬韁自縊而死，然而1964年於咸陽市出土的《大唐故贺兰都督墓志并序》卻記載賀蘭敏之於咸亨二年八月六日在韶州的官舍去世，時年二十九。在朝中曾與他友好的人，後來大都被流放到嶺南。
敏之死後，武后召回武元爽之子武承嗣繼承武家。賀蘭敏之去世後下葬於何處不得而知，可能只是就地埋葬，直到神龍革命後，才在景龍三年八月十八日，改葬於雍州咸陽縣奉賢鄉洪濱原，並追贈為秦州都督、太子少保，而敏之之妻楊氏（未知是不是楊思儉之女）則在開元年間封贈為弘農郡太夫人。
神龍二年，唐中宗李顯追贈兄長李賢為司徒，然後派人從巴州迎回他的棺柩陪葬乾陵，而監護李賢改葬一事的兩位護喪使之一，便是韓國公賀蘭琬（賀蘭敏之之子）。
敏之在弘文館的時候，曾經編《三十國春秋》一百卷（南朝梁的蕭方等也曾編過一部《三十國春秋》），現今此書只剩下輯本一卷。